# Distrito de Dumka
Dumka (en hindi; दुमका जिला) es un distrito de la India en el estado de Jharkhand. Código ISO: IN.JK.DU.
Comprende una superficie de 5 518 km².
El centro administrativo es la ciudad de Dumka.

## Demografía
Según censo 2011 contaba con una población total de 1 321 096 habitantes, de los cuales 651 856 eran mujeres y 669 240 varones.